# 아나이시 에르난데스
아나이시 에르난데스 사리아(스페인어: Anaysi Hernández Sarriá, 1981년 8월 30일~)는 쿠바의 전직 유도 선수이다. 2008년 하계 올림픽에서 여자 미들급 은메달을 획득했으며 세계 선수권 대회에서 동메달 1개를 획득했다.